# دانباد
دانباد
شهر دانباد (به انگلیسی: Dhanbad) با جمعیت ۲۴۱٫۷۷۷ نفر در ایالت جارکند در کشور هند واقع شده‌است.